# Xã Oakland, Quận Louisa, Iowa
Xã Oakland (tiếng Anh: Oakland Township) là một xã thuộc quận Louisa, tiểu bang Iowa, Hoa Kỳ. Năm 2010, dân số của xã này là 280 người.